# Lathrolestes nigircollis
Lathrolestes nigircollis är en stekelart som först beskrevs av Thomson 1883.  Lathrolestes nigircollis ingår i släktet Lathrolestes, och familjen brokparasitsteklar. Arten är reproducerande i Sverige.